# Юбилейное (Херсонская область)
Юбилейное (укр. Ювілейне) — посёлок в Херсонском районе Херсонской области Украины. Центр Юбилейной общины. В 2022 году, во время вторжения России в Украину, посёлок был захвачен и с того времени находится под российской оккупацией.
Почтовый индекс — 75126. Телефонный код — 5542. Код КОАТУУ — 6525086001.

## Население
Население по переписи 2001 года составляло 1558 человек.

### Языковой состав
Родной язык населения по данным переписи 2001 года:
| Язык       | Численность, чел. | Доля     |
| ---------- | ----------------- | -------- |
| Украинский | 1 443             | 92,62 %  |
| Русский    | 90                | 5,78 %   |
| Другое     | 25                | 1,60 %   |
| Итого      | 1 558             | 100,00 % |

## История

### Вторжение России в Украину (с 2022)
28 ноября 2023 года по посёлку, оккупированному российскими войсками, был нанесен удар. Украинские представители заявили, что удар был нанесён по зданию, в котором проходило совещание российских чиновников, в результате чего пятеро «высокопоставленных чиновников» были убиты. Российское государственное информационное агентство ТАСС заявило, что удар был нанесён по зданию ОМВД России «Новокаховский», в результате чего погибли 4 российских полицейских и ранены 18 человек, среди которых 4 — полицейские. Согласно сообщению телеграм-канала Astra, погибли заместитель начальника отдела, начальник тыла, оперативник и инспектор по делам несовершеннолетних; телеграм-канал отметил, что большинство полицейских в отделе приехало из России.

## Местный совет
75126, Херсонская обл., Алёшковский район, пос. Юбилейное, ул. Розы Люксембург, 17